# Endasys albior
Endasys albior là một loài tò vò trong họ Ichneumonidae.